# 练寺镇
练寺镇，是中华人民共和国河南省周口市扶沟县下辖的一个乡镇级行政单位。

## 行政区划
练寺镇下辖以下地区：
桑村、张店村、秦沟村、大蒲村、下坡村、练寺村、陶村、陈贾村、金村、杨王村、刘村、于林村、严村、晋桥村、付屯村、郭寨村、周桥村、直沟河村、新庄村、苏寨村、周老庄村、周寨村、袁庄村、河套村、下马刘村、魏圪瘩村和代圪瘩村。